# 発効
| ウィキペディアには「発効」という見出しの百科事典記事はありません（タイトルに「発効」を含むページの一覧/「発効」で始まるページの一覧）。 代わりにウィクショナリーのページ「発効」が役に立つかもしれません。 |